# Triodia schinzii
Triodia schinzii là một loài thực vật có hoa trong họ Hòa thảo. Loài này được (Henrard) Lazarides miêu tả khoa học đầu tiên năm 1997.